# Турнир претендентов по международным шашкам 1958

Турнир претендентов 1958 года. За доской И. Куперман (слева) и В. Розенбург (справа)

Турнир претендентов 1958 года («Challenge Mondial 1958») — шашечный турнир, по результатам которого был определён соперник чемпиона мира по международным шашкам Марселя Делорье в назначенном в этом же году матче. Турнир был проведён с 21 по 26 апреля 1958 года в Роттердаме (Нидерланды) в два круга с участием четырёх шашистов: чемпионов национальных первенств Бельгии, Нидерландов, СССР и Франции. Победил в турнире и получил право на матч за звание чемпиона мира гроссмейстер Исер Куперман.

## Итоги
| Место | Спортсмен     | Страна     | 1   | 2   | 3   | 4   | Игры | Выигр. | Ничьи | Пораж. | Очки |
| ----- | ------------- | ---------- | --- | --- | --- | --- | ---- | ------ | ----- | ------ | ---- |
| 1     | Исер Куперман | СССР       |     | 1 1 | 2 2 | 2 2 | 6    | 4      | 2     | 0      | 10   |
| 2     | Мишель Изар   | Франция    | 1 1 |     | 1 1 | 2 2 | 6    | 2      | 4     | 0      | 8    |
| 3     | Гуго Ферпост  | Бельгия    | 0 0 | 1 1 |     | 2 0 | 6    | 1      | 2     | 3      | 4    |
| 4     | Вим Розенбург | Нидерланды | 0 0 | 0 0 | 0 2 |     | 6    | 1      | 0     | 5      | 2    |